# 木津村 (新潟県)
木津村（きつむら）は、かつて新潟県中蒲原郡にあった村。1901年11月1日の新設合併によって消滅し、現在は新潟市江南区の一部となっている。
以下の記述は合併直前当時の旧木津村に関しての記述であり、現在では名称等が異なる場合がある。なお、ここに記述されていない内容に関しては新潟市などの記事を参照。

## 概要
鎌倉時代からの地名で、小阿賀野川右岸に位置する。1639年（寛永16年）ごろには上木津村と下木津村に分村していたが、1877年（明治10年）に合併して木津村になる。

## 沿革
- 1877年（明治10年） : 上木津村と下木津村が合併し木津村となる。
- 1889年（明治22年）4月1日 - 町村制施行に伴い中蒲原郡木津村が村制施行し、木津村が発足。
- 1901年（明治34年）11月1日 - 中蒲原郡横越村、沢海村、小杉村、二本木村と合併し、横越村を新設して消滅。大字木津となる。

## 地域
合併を行わないで発足した村であるため、大字は編成していない。当時の村域は現在の新潟市江南区木津に該当する。